# Норвегія на зимових Олімпійських іграх 1964
Норвегія на зимових Олімпійських іграх 1964 року, які проходили в австрійському місті Інсбрук, була представлена 58 спортсменами (51 чоловіком та 7 жінками) у 9 видах спорту. Прапороносцем на церемоніях відкриття та закриття Олімпійських ігор був ковзаняр Кнут Йоганнесен.
Норвезькі спортсмени вибороли 15 медалей, з них 3 золотих, 5 срібних та 5 бронзових. Майже половину з них — 7 (1 золоту, 3 срібні і 3 бронзові) принес виступ ковзанярів. Олімпійська збірна Норвегії зайняла третє загальнокомандне місце.

## Медалісти
| Медаль | Призери            | Вид спорту          | Дисципліна          |
| ------ | ------------------ | ------------------- | ------------------- |
| Золото | Тормод Кнутсен     | Лижне двоборство    | індивідуальні       |
| Золото | Торальф Енган      | Стрибки з трампліна | великий трамплін    |
| Золото | Кнут Йоганнесен    | Ковзанярський спорт | 5000 м              |
| Срібло | Гаральд Гроннінген | Лижні гонки         | 15 км (чоловіки)    |
| Срібло | Гаральд Гроннінген | Лижні гонки         | 30 км (чоловіки)    |
| Срібло | Торальф Енган      | Стрибки з трампліна | нормальний трамплін |
| Срібло | Альв Г'єстванг     | Ковзанярський спорт | 500 м (чоловіки)    |
| Срібло | Пер Івар Мое       | Ковзанярський спорт | 5000 м (чоловіки)   |
| Срібло | Фред Антон Маєр    | Ковзанярський спорт | 10000 м (чоловіки)  |
| Бронза | Олав Йордет        | Біатлон             | 20 км (чоловіки)    |
| Бронза | Торгейр Брандцег   | Стрибки з трампліна | нормальний трамплін |
| Бронза | Торгейр Брандцег   | Стрибки з трампліна | великий трамплін    |
| Бронза | Віллі Гауген       | Ковзанярський спорт | 1500 м (чоловіки)   |
| Бронза | Фред Антон Маєр    | Ковзанярський спорт | 5000 м (чоловіки)   |
| Бронза | Кнут Йоганнесен    | Ковзанярський спорт | 10000 м (чоловіки)  |

## Біатлон
Чоловіки
| Дисципліна | Спортсмен      | Час       | Пенальті | Підсумковий час | Місце |
| ---------- | -------------- | --------- | -------- | --------------- | ----- |
| 20 км      | Ола Вергауг    | 1'24:38.0 | 5        | 1'34:38.0       | 22    |
| 20 км      | Йон Істад      | 1'23:24.8 | 3        | 1'29:24.8       | 11    |
| 20 км      | Рагнар Твейтен | 1'19:52.5 | 3        | 1'25:52.5       | 4     |
| 20 км      | Олав Йордет    | 1'22:38.8 | 1        | 1'24:38.8       | 3     |

## Гірськолижний спорт
Чоловіки
| Спортсмен          | Дисципліна         | Дистанція | Дистанція |
| Спортсмен          | Дисципліна         | Час       | Місце     |
| ------------------ | ------------------ | --------- | --------- |
| Арільд Гольм       | швидкісний спуск   | 2:31.32   | 38        |
| Йон Тер'є Еверланд | швидкісний спуск   | 2:29.74   | 32        |
| Пер Мартін Сунде   | гігантський слалом | 1:56.77   | 23        |
| Арільд Гольм       | гігантський слалом | 1:55.72   | 21        |
| Йон Тер'є Еверланд | гігантський слалом | 1:55.51   | 20        |

Чоловіки, слалом
| Спортсмен          | Гід 1 | Гід 1 | Гід 2 | Гід 2 | Фінал   | Фінал | Фінал   | Фінал | Фінал   | Фінал |
| Спортсмен          | Час   | Місце | Час   | Місце | Час 1   | Місце | Час 2   | Місце | Разом   | Місце |
| ------------------ | ----- | ----- | ----- | ----- | ------- | ----- | ------- | ----- | ------- | ----- |
| Арільд Гольм       | 55.27 | 27    | 59.31 | 22 QF | 1:21.14 | 38    | 1:08.77 | 32    | 2:29.91 | 35    |
| Пер Мартін Сунде   | 55.24 | 26    | 55.03 | 4 QF  | 1:14.23 | 18    | 1:04.13 | 15    | 2:18.36 | 16    |
| Йон Тер'є Еверланд | 54.90 | 20 QF | –     | –     | 1:19.16 | 36    | 1:05.68 | 23    | 2:24.84 | 29    |

Жінки
| Спортсмен            | Дисципліна         | Дистанція 1 | Дистанція 1 | Дистанція 2 | Дистанція 2 | Разом   | Разом |
| Спортсмен            | Дисципліна         | Час         | Місце       | Час         | Місце       | Час     | Місце |
| -------------------- | ------------------ | ----------- | ----------- | ----------- | ----------- | ------- | ----- |
| Дікке Егер-Бергманн  | швидкісний спуск   |             |             |             |             | 2:05.10 | 36    |
| Лів Ягге-Крістіансен | швидкісний спуск   |             |             |             |             | 2:04.07 | 29    |
| Дікке Егер-Бергманн  | гігантський слалом |             |             |             |             | 2:08.62 | 33    |
| Лів Ягге-Крістіансен | гігантський слалом |             |             |             |             | 2:02.98 | 29    |
| Астрільд Сандвік     | гігантський слалом |             |             |             |             | 2:00.74 | 21    |
| Астрільд Сандвік     | слалом             | DSQ         | –           | –           | –           | DSQ     | –     |
| Дікке Егер-Бергманн  | слалом             | n/a         | 21          | DNF         | –           | DNF     | –     |
| Лів Ягге-Крістіансен | слалом             | 47.67       | 17          | 48.71       | 6           | 1:36.38 | 7     |

## Ковзанярський спорт
Чоловіки
| Дисципліна | Спортсмен       | Дистанція | Дистанція |
| Дисципліна | Спортсмен       | Час       | Місце     |
| ---------- | --------------- | --------- | --------- |
| 500 м      | Магне Томассен  | 42.0      | 21        |
| 500 м      | Гроар Елвенес   | 41.4      | 10        |
| 500 м      | Віллі Гауген    | 41.1      | 8         |
| 500 м      | Алв Г'єстванг   | 40.6      | 2         |
| 1500 м     | Нільс Онесс     | 2:14.6    | 16        |
| 1500 м     | Магне Томассен  | 2:12.5    | 9         |
| 1500 м     | Івар Еріксен    | 2:12.2    | 6         |
| 1500 м     | Віллі Гауген    | 2:11.2    | 3         |
| 5000 м     | Фред Антон Маєр | 7:42.0    | 3         |
| 5000 м     | Пер Івар Мое    | 7:38.6    | 2         |
| 5000 м     | Кнут Йоганнесен | 7:38.4 OR | 1         |
| 10000 м    | Пер Івар Мое    | 16:47.1   | 13        |
| 10000 м    | Кнут Йоганнесен | 16:06.3   | 3         |
| 10000 м    | Фред Антон Маєр | 16:06.0   | 2         |

## Лижне двоборство
Дисципліни:
- нормальний трамплін
- лижні гонки, 15 км

| Спортсмен      | Дисципліна    | Стрибки з трампліна | Стрибки з трампліна | Стрибки з трампліна | Стрибки з трампліна | Лижні гонки | Лижні гонки | Лижні гонки | Разом  | Разом |
| Спортсмен      | Дисципліна    | Відстань 1          | Відстань 2          | Бали                | Місце               | Час         | Бали        | Місце       | Бали   | Місце |
| -------------- | ------------- | ------------------- | ------------------- | ------------------- | ------------------- | ----------- | ----------- | ----------- | ------ | ----- |
| Арне Баргауген | індивідуальні | 64.0                | 60.0                | 191.3               | 20                  | 50:40.4     | 234.33      | 2           | 425.63 | 6     |
| Арне Ларсен    | індивідуальні | 64.0                | 64.5                | 198.3               | 17                  | 50:49.6     | 232.33      | 3           | 430.63 | 5     |
| Бйорн Віркола  | індивідуальні | 65.0                | 68.0                | 217.2               | 9                   | 53:51.9     | 196.34      | 14          | 413.54 | 11    |
| Тормод Кнутсен | індивідуальні | 74.0                | 72.0                | 238.9               | 2                   | 50:58.6     | 230.38      | 4           | 469.28 | 1     |

## Лижні гонки
Чоловіки
| Дисципліна | Спортсмен          | Відстань  | Відстань |
| Дисципліна | Спортсмен          | Час       | Місце    |
| ---------- | ------------------ | --------- | -------- |
| 15 км      | Оле Еллефсетер     | 55:10.8   | 25       |
| 15 км      | Ейнар Естбю        | 52:52.2   | 15       |
| 15 км      | Магнар Лундемо     | 51:55.2   | 8        |
| 15 км      | Гаральд Гроннінген | 51:34.8   | 2        |
| 30 км      | Оле Еллефсетер     | DSQ       | –        |
| 30 км      | Сверре Стенсгейм   | 1'33:12.3 | 11       |
| 30 км      | Ейнар Естбю        | 1'32:54.6 | 8        |
| 30 км      | Гаральд Гроннінген | 1'32:02.3 | 2        |
| 50 км      | Оле Еллефсетер     | 2'47:45.8 | 8        |
| 50 км      | Ейнар Естбю        | 2'47:20.6 | 7        |
| 50 км      | Гаральд Гроннінген | 2'47:03.6 | 6        |
| 50 км      | Сверре Стенсгейм   | 2'45:47.2 | 5        |

Чоловіки, 4 × 10 км естафета
| Спортсмени                                                     | Відстань  | Відстань |
| Спортсмени                                                     | Час       | Місце    |
| -------------------------------------------------------------- | --------- | -------- |
| Магнар Лундемо Ерлінг Стейнейде Ейнар Естбю Гаральд Гроннінген | 2'19:11.9 | 4        |

Жінки
| Дисципліна | Спортсмен          | Відстань | Відстань |
| Дисципліна | Спортсмен          | Час      | Місце    |
| ---------- | ------------------ | -------- | -------- |
| 5 км       | Баббен Енгер-Дамон | 19:26.5  | 18       |
| 5 км       | Інгрід Вігернес    | 19:17.0  | 15       |
| 10 км      | Баббен Енгер-Дамон | 48:43.8  | 31       |
| 10 км      | Інгрід Вігернес    | 43:38.0  | 12       |

## Санний спорт
Чоловіки, одниночні
| Спортсмен          | Спуск 1 | Спуск 1 | Спуск 2 | Спуск 2 | Спуск 3 | Спуск 3 | Спуск 4 | Спуск 4 | Разом   | Разом |
| Спортсмен          | Час     | Місце   | Час     | Місце   | Час     | Місце   | Час     | Місце   | Час     | Місце |
| ------------------ | ------- | ------- | ------- | ------- | ------- | ------- | ------- | ------- | ------- | ----- |
| Ян-Аксель Стром    | 55.78   | 22      | 55.27   | 18      | 55.15   | 21      | 55.78   | 21      | 3:41.98 | 19    |
| Могенс Хрістенсен  | 54.43   | 16      | 55.00   | 15      | 53.80   | 11      | 54.44   | 14      | 3:37.67 | 14    |
| Рольф Грегер Стром | 52.60   | 6       | 52.81   | 6       | 52.62   | 5       | 53.18   | 4       | 3:31.21 | 4     |

Чоловіки, двійки
| Спортсмен                               | Спуск 1 | Спуск 1 | Спуск 2 | Спуск 2 | Разом   | Разом |
| Спортсмен                               | Час     | Місце   | Час     | Місце   | Час     | Місце |
| --------------------------------------- | ------- | ------- | ------- | ------- | ------- | ----- |
| Христіан Галлен-Паулсен Ян-Аксель Стром | 52.52   | 8       | 55.30   | 11      | 1:47.82 | 10    |
| Могенс Хрістенсен Рольф Грегер Стром    | DNF     | –       | –       | –       | DNF     | –     |

## Стрибки з трампліна
| Спортсмен          | Дисципліна          | Стрибок 1 | Стрибок 1 | Стрибок 2 | Стрибок 2 | Разом | Разом |
| Спортсмен          | Дисципліна          | Відстань  | Бали      | Відстань  | Бали      | Бали  | Місце |
| ------------------ | ------------------- | --------- | --------- | --------- | --------- | ----- | ----- |
| Торгейр Брандцег   | нормальний трамплін | 79.0      | 112.6     | 78.0      | 110.3     | 222.9 | 3     |
| Торбйорн Юггесет   | нормальний трамплін | 73.5      | 99.0      | 77.0      | 104.4     | 203.4 | 14    |
| Ганс Олав Соренсен | нормальний трамплін | 76.0      | 106.0     | 74.5      | 102.6     | 208.6 | 8     |
| Торальф Енган      | нормальний трамплін | 78.5      | 112.3     | 79.0      | 114.0     | 226.3 | 2     |
| Торбйорн Юггесет   | великий трамплін    | 85.0      | 96.2      | 82.0      | 98.8      | 195.5 | 28    |
| Бйорн Віркола      | великий трамплін    | 85.0      | 99.2      | 85.0      | 104.9     | 204.1 | 16    |
| Торгейр Брандцег   | великий трамплін    | 90.0      | 113.2     | 87.0      | 114.0     | 227.2 | 3     |
| Торальф Енган      | великий трамплін    | 93.5      | 114.7     | 90.5      | 116.0     | 230.7 | 1     |

## Фігурне катання
Жінки
| Спортсмен          | Обов'язкова програма | Довільна програма | Бали   | Сума місць | Місце |
| ------------------ | -------------------- | ----------------- | ------ | ---------- | ----- |
| Беріт Унн Йогансен | 30                   | 29                | 1524.9 | 265        | 30    |
| Анне Карін Деле    | 24                   | 30                | 1571.9 | 248        | 28    |

## Хокей
|  | Склад команди Егіл Б'єрклунд Олав Далсорен Бйорн Елвенес Ерік Ф'єлдстад Тор Гундерсен Ян Ерік Гансен Свейн Норман Гансен Ейнар Бруно Ларсен Тор-Ерік Лундбю Тор Мартінсен Еюстейн Меллеруд Коре Естенсен Франк Олафсен Пер Ск'єрвен Олсен Христіан Петерсен Георг Смеф'єль Ян Руар Торесен |

Перший раунд
Команда-переможець проходить у фінальний раунд, де змагається за 1-8 місце. Команда, що програла, проходить у групу B, де розігрується 9-16 місця.
| Команда 1 | Рахунок | Команда 2 |
| --------- | ------- | --------- |
| Швейцарія | 5–1     | Норвегія  |

Група B
Турнірна таблиця
| М  | Команда   | І | Пер | Н | Пор | ЗШ | ПШ | О  |
| -- | --------- | - | --- | - | --- | -- | -- | -- |
| 9  | Польща    | 7 | 6   | 0 | 1   | 40 | 13 | 12 |
| 10 | Норвегія  | 7 | 5   | 0 | 2   | 40 | 19 | 10 |
| 11 | Японія    | 7 | 4   | 1 | 2   | 35 | 31 | 9  |
| 12 | Румунія   | 7 | 3   | 1 | 3   | 31 | 28 | 7  |
| 13 | Австрія   | 7 | 3   | 1 | 3   | 24 | 28 | 7  |
| 14 | Югославія | 7 | 3   | 1 | 3   | 29 | 37 | 7  |
| 15 | Італія    | 7 | 2   | 0 | 5   | 24 | 42 | 4  |
| 16 | Угорщина  | 7 | 0   | 0 | 7   | 14 | 39 | 0  |

Результати матчів
- Японія 4-3  Норвегія
- Польща 4-2  Норвегія
- Норвегія 9-2  Італія
- Норвегія 5-1  Угорщина
- Норвегія 4-2  Румунія
- Австрія 2-8  Норвегія
- Норвегія 8-4  Югославія

Збірна Норвегії зайняла 10 місце.